# Hypsicera msoroa
Hypsicera msoroa là một loài tò vò trong họ Ichneumonidae.